# Repno (Zlatar)
 Repno  falu Horvátországban Krapina-Zagorje megyében. Közigazgatásilag Zlatarhoz  tartozik.

## Fekvése
Krapinától 19 km-re délkeletre, községközpontjától 5 km-re északkeletre a Horvát Zagorje területén fekszik.

## Története
A település a középkorban az osterci Szent Márton plébániához tartozott, 1699-ben a plébánia székhelyét Zlatarba tették át. 1789-ben Martinšćinával együtt a lobori plébániához csatolták, azóta is oda tartozik. 
A településnek 1857-ben 258, 1910-ben 467 lakosa volt. Trianonig Varasd vármegye Zlatari járásához tartozott. 
2001-ben 257 lakosa volt.

## Külső hivatkozások
- Zlatar hivatalos oldala
- Zlatar információs portálja
- A lobori plébánia honlapja